# بول تومسن
بول تومسن (بالدنماركية: Poul Thomsen)‏ هو ممثل دنماركي، ولد في 15 فبراير 1922 في الدنمارك في مملكة الدنمارك، وتوفي بنفس المكان في 16 ديسمبر 1988.

## وصلات خارجية
- بول تومسن على موقع IMDb (الإنجليزية)
- بول تومسن على موقع ميوزك برينز (الإنجليزية)
- بول تومسن على موقع أول موفي (الإنجليزية)
- بول تومسن على موقع قاعدة بيانات الأفلام السويدية (السويدية)
- بول تومسن على موقع قاعدة بيانات الفيلم (الإنجليزية)
- بول تومسن على موقع كينوبويسك (الروسية)